# Max Alberti
Max Alberti, noto anche con lo pseudonimo di Murxen (Monaco di Baviera, 13 agosto 1982), è un attore e musicista tedesco.

## Biografia
Max Alberti è un attore impegnato soprattutto in lavori televisivi, ma è anche un musicista. È batterista di una band raggae tedesca denominata Jamaram.
Dal 2010 al 2011 ha interpretato David von Arensberg, il co-protagonista della soap opera tedesca Lena - Amore della mia vita, prodotta dalla ZDF e in onda in Italia su Rai 3.
Nel 2016 entra nel cast della soap opera Tempesta d'amore, diventando successivamente il protagonista maschile della dodicesima stagione, con il ruolo di Adrian Lechner.

## Filmografia
- Die Abschlussklasse – serie TV, (2003-2006)
- Chiamata d'emergenza (112 – Sie retten dein Leben) – serial TV, (2008)
- Verbotene Liebe – serial TV, (2010/2013)
- Lena - Amore della mia vita (Lena – Liebe meines Lebens) – serial TV, (2010-2011)
- Rosamunde Pilcher: Equivoci e segreti (Rosamunde Pilcher: Verlobt, Verliebt, Verwirrt) – film TV, (2011)
- La nave dei sogni (Das Traumschiff: Mauritius) – serie TV, 1 episodio (2014)
- Tempesta d'amore (Sturm der Liebe) – serial TV (2016-2017)
- Bettys Diagnose - serie TV, 38+ episodi (2017-in corso)